# Antifeminismo
O antifeminismo é amplamente definido como a oposição a algumas ou todas as formas de feminismo. Esta oposição tomou várias formas através dos tempos e das culturas. Por exemplo, os antifeministas do final dos anos 1800 e início dos anos 1900 resistiram ao sufrágio feminino, enquanto antifeministas no final do século XX se opuseram à Emenda aos Direitos da Igualdade dos Estados Unidos. O antifeminismo pode ser motivado pela crença de que as teorias feministas do patriarcado e as desvantagens sofridas pelas mulheres na sociedade são incorretas ou exageradas; que o feminismo como um movimento encoraja a misandria e resulta em dano ou opressão aos homens; ou apenas a oposição geral em relação aos direitos das mulheres.

## Definição
O sociologista Michael Flood argumenta que uma ideologia antifeminista rejeita ao menos um do que ele identifica como os três princípios gerais do feminismo:
1. Os arranjos sociais entre homens e mulheres não são nem naturais nem divinamente determinados.
2. Os arranjos sociais entre homens e mulheres favorecem aos homens
3. Há ações coletivas que podem e devem ser tomadas para transformar esses arranjos em arranjos mais justos e equitativos, como o direito ao voto e outros direitos conquistados ao longo do tempo

O antifeminismo é inteiramente um movimento reacionário e um contramovimento definido como uma "tentativa consciente, coletiva e organizada de resistir ou reverter a mudança social" Os sociólogos canadense Melissa Blais e Francis Dupuis-Deri escrevem que esse pensamento antifeminista assumiu principalmente a forma de uma versão extrema do masculinismo, em que "os homens estão em crise por causa da feminização da sociedade".
"Antifeminista" também é usado para descrever figuras femininas públicas, algumas das quais (como Naomi Wolf, Camille Pagila e Kate Roiphe,) que se definem como feministas, com base na sua oposição a alguns ou todos os elementos dos movimentos feministas. Outras feministas rotulam escritores como Christina Hoff Sommers, Jean Bethke Elshtain, Katie Roiphe e Elizabeth Fox-Genovese com esse termo por causa de suas posições sobre a opressão e linhas de pensamento dentro do feminismo. Daphne Patai e Noreta Koertge argumentam que a intenção de rotular essas mulheres "antifeministas" é silenciá-las e evitar qualquer debate sobre o estado do feminismo.
O significado do antifeminismo tem variado ao longo do tempo e das culturas e o antifeminismo atrai homens e mulheres. Algumas mulheres, como aquelas na Liga Nacional Antissufrágio das Mulheres, fizeram campanha contra o sufrágio feminino. Emma Goldman, por exemplo, foi amplamente considerada antifeminista durante a sua luta antissufragista contra o sufrágio nos EUA. Décadas mais tarde, no entanto, ela foi anunciada como uma fundadora do Anarcafeminismo.
O estudioso de estudos de homens Michael Kimmel define o antifeminismo como "a oposição à igualdade das mulheres". Ele diz que os antifeministas se opõem "à entrada das mulheres na esfera pública, à reorganização da esfera privada, ao controle das mulheres de seus corpos e aos direitos das mulheres em geral". Kimmel escreve ainda que a argumentação antifeminista se baseia em "normas religiosas e culturais", enquanto os defensores do antifeminismo avançam sua causa como um meio de "salvar" a masculinidade da poluição e da invasão ". Ele argumenta que os antifeministas consideram a "divisão tradicional do trabalho como natural e inevitável, talvez também divinamente sancionados".

## Posturas antifeministas
Alguns antifeministas veem o feminismo como uma negação das diferenças inatas entre os sexos e uma tentativa de reprogramar as pessoas contra suas tendências biológicas. Os antifeministas também frequentemente argumentam que o feminismo, apesar de afirmar que adota a igualdade, ignora questões de direitos exclusivas aos homens. Alguns acreditam que o movimento feminista atingiu seus objetivos e agora busca um status mais elevado para as mulheres do que para os homens por meio de direitos especiais e isenções, como bolsas de estudo femininas, ações afirmativas e cotas de gênero.
Alguns antifeministas argumentam que o feminismo resultou em mudanças nas normas anteriores da sociedade relativas à sexualidade, que elas veem como prejudiciais aos valores tradicionais ou crenças religiosas conservadoras. Por exemplo, a ubiquidade do sexo casual e o declínio do casamento são mencionados como consequências negativas do feminismo. Alguns desses tradicionalistas se opõem à entrada das mulheres, ao processo de votação e à diminuição da autoridade masculina nas famílias. Os antifeministas argumentam que a mudança dos papéis das mulheres é uma força destrutiva que põe em perigo a família ou é contrária à moral religiosa. Por exemplo, Paul Gottfried afirma que a mudança dos papéis das mulheres "foi um desastre social que continua a afetar a família" e contribuiu para uma "descida de indivíduos cada vez mais desconectados no caos social".

## História

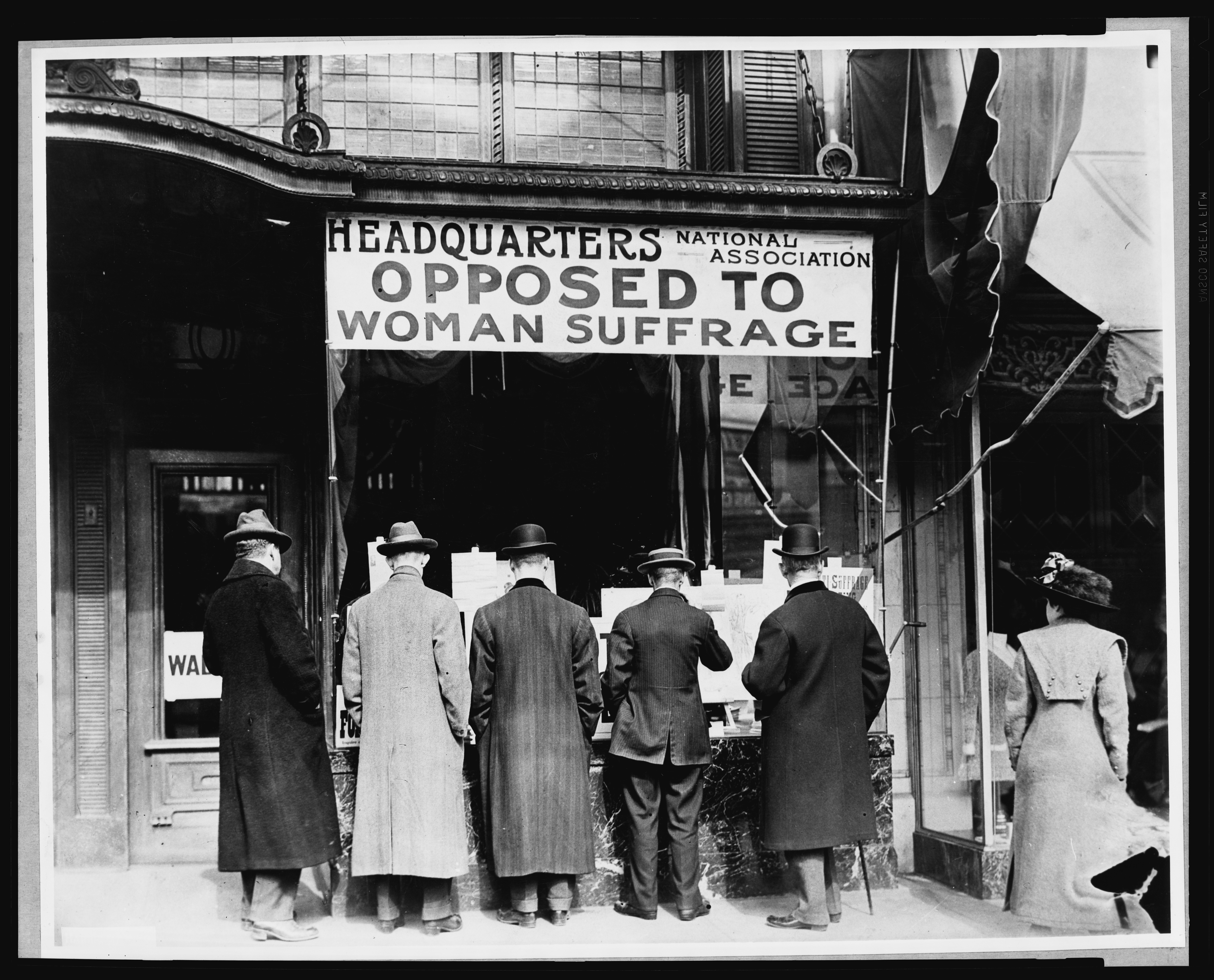
Americanos contra o direito ao voto feminino, início do século XX

O "movimento das mulheres" começou em 1848, articulado por Elizabeth Cady Stanton e Susan B. Anthony, Pedindo direitos de voto e muitos outros direitos, tais como educação, liberdade de trabalho, direitos conjugais e de propriedade e o direito de escolher se quer ser mãe ou não Mas, no fim do século, um contramovimento cultural tinha começado. Janet Chafetz identificou em um estudo 32 movimentos antifeministas da "primeira onda", incluindo aqueles no século XIX e início do século XX. Estes contramovimentos foram em resposta a demandas crescentes de algumas mulheres, que foram percebidas como ameaçando o modo de vida padrão. Embora os homens não fossem os únicos antifeministas, os homens experimentaram o que alguns chamaram de "crise da masculinidade" em resposta aos tradicionais papéis de gênero sendo desafiados. As respostas dos homens ao crescente feminismo variaram. Alguns homens até se inscreveram na ideologia feminista, mas outros foram para a outra direção e se tornaram decididamente antifeministas. Os homens que acreditavam nesse modelo citavam modelos religiosos e leis naturais para enfatizar a necessidade das mulheres de retornarem à esfera privada, a fim de separar homens e mulheres e prevenir as mulheres desafiarem os homens desafiadores em público.
No século XIX, um dos principais pontos focais do antifeminismo foi a oposição ao sufrágio feminino, que começou como um movimento de base em 1848 e durou 72 anos. Os oponentes da entrada das mulheres em instituições de ensino superior argumentaram que a educação era uma carga física muito grande para as mulheres. O professor de Harvard Edward Clarke "previu" que se as mulheres fossem para a faculdade, seu cérebro cresceria cada vez mais, e seus ventres se atrofiariam. Outros antifeministas opunham-se à entrada das mulheres na força de trabalho, ao seu direito de ingressar em sindicatos, de se sentar em júris ou de obter controle de natalidade e controle de sua sexualidade.
O movimento pró-família apareceu no final do século XIX, por volta de 1870. Este movimento pretendia parar o índice crescente dos divórcios e reforçar valores tradicionais da família. A Liga Nacional para a Proteção da Família, anteriormente conhecida como Liga de Reforma do Divórcio, assumiu o movimento em 1881. Samuel Warren Dike foi um dos fundadores da Liga e considerado um dos primeiros especialistas em divórcio. Através de seus esforços, a Liga chamou a atenção dos defensores pró-família. Passou da luta contra o divórcio para a promoção do casamento e da família tradicional. Falando em nome da Liga em um discurso de 1887 à Conferência da Aliança Evangélica, Samuel Dike descreveu a família ideal como tendo "um homem e uma mulher, unidos no casamento, juntamente com seus filhos".

## Organizações
A partir da década de 1990 o antifeministmo se diversificou, além das organizações tradicionais como a Eagle Forum e a Concerned Women for America, surgiram outras como a Susan B. Anthony List e a Independent Women's Forum.
Fundada nos EUA por Phyllis Schlafly em 1972, Stop ERA, agora conhecido como Eagle Forum, conseguiu bloquear com êxito a passagem da Emenda da Igualdade dos Direitos nos EUA. Foi também Schlafly que criou ligações entre o Stop ERA e outras organizações conservadoras, bem como grupos de uma só questão como contra o aborto, a pornografia, o controlo de armas e os sindicatos. Ao integrar o Stop ERA com o assim chamado "nova direita", ela foi capaz de alavancar uma ampla gama de recursos tecnológicos, organizacionais e políticos, mirando com êxito contra candidatos pró-feminismo.
Na Índia, a Save Indian Family Foundation é uma organização antifeminista que se opõe a várias leis que alegam terem sido usadas contra homens.
A Concerned Women for America São também uma organização antifeminista. Concerned Women for America (CWA) começou como uma organização de base, e é um movimento que luta pela santidade do casamento e da vida, entre outras questões. É decididamente e publicamente antifeminista na prática e na teoria. Ela se enquadra como sendo para as mulheres, por mulheres, mas como um grupo se opõe ao pensamento feminista. CWA e grupos similares de mulheres conservadoras, apelam para o maternalismo e diferenças biológicas entre mulheres e homens
O Independent Women's Forum (IWF) é outro grupo antifeminista, conservador, orientado para as mulheres. É mais jovem e menos estabelecido do que o CWA, embora as duas organizações sejam frequentemente discutidas em relação uma com a outra. Foi fundada para assumir o "antigo establishment feminista" Ambas as organizações se orgulham de reunir mulheres que não se identificam com a retórica feminista em conjunto. Essas organizações se enquadram como sendo pelas mulheres, para as mulheres, a fim de combater a ideia de que o feminismo é a única ideologia orientada para as mulheres. Essas organizações criticam feministas por suporem universalmente falar por todas as mulheres. A IWF afirma ser "a voz de mulheres" razoáveis "com ideias importantes que abraçam o senso comum sobre a ideologia divisória".

## Discurso
Como o feminismo desafia a estrutura de poder tradicional na sociedade, qualquer pessoa que se beneficie da estrutura atual pode ser mais motivada a manter posições antifeministas. No entanto, os antifeministas afirmam e podem mesmo acreditar, que eles são motivados por uma preocupação pelo bem-estar dos outros, negando que a preservação de seu próprio poder tenha qualquer coisa a ver com sua oposição ao feminismo.
Segundo o professor de sociologia Jerome L. Himmelstein, do Amherst College, o antifeminismo está enraizado nos estigmas sociais contra o feminismo e, portanto, é um movimento puramente reacionário. Himmelstein identifica duas teorias prevalecentes que procuram explicar as origens do antifeminismo: a primeira teoria, proposta por Himmelstein, é que a oposição conservadora nos debates do aborto e do ERA criou um clima de hostilidade em relação a todo o movimento feminista. A segunda teoria de Himmelstein afirma que as mulheres antifeministas que lideram o movimento são em grande parte casadas, têm menos educação formal e baixa renda pessoal que encarnam o "cenário inseguro da dona de casa" e procuram perpetuar sua própria situação em que as mulheres dependem de homens para apoio financeiro. No entanto, numerosos estudos não conseguiram correlacionar os fatores demográficos acima mencionados com o apoio ao antifeminismo e somente a religiosidade se correlaciona de fato com o alinhamento antifeminista.
Na verdade, as organizações mais propensas a se organizar contra o feminismo são religiosas. Isso ocorre porque os movimentos de mulheres podem exigir o acesso a posições dominadas pelos homens dentro do setor religioso, como o clero, e os movimentos de mulheres ameaçam os valores masculinos de algumas religiões. Quanto mais bem-sucedido for um movimento feminista em desafiar a autoridade dos grupos dominados pelos homens, mais esses grupos irão organizar um contra-movimento.
A professora de sociologia da Universidade de Illinois em Chicago, Danielle Giffort, argumenta que o estigma contra o feminismo criado pelos antifeministas resultou em organizações que praticam o "feminismo implícito", que ela define como a "estratégia praticada por ativistas feministas dentro de organizações que operam em ambientes anti- e pós-feministas que escondem identidades feministas e ideias, enfatizando os ângulos mais socialmente aceitáveis de seus esforços". Devido ao estigma contra o feminismo, alguns ativistas, como os envolvidos com o "Rock and Roll Camp for Girls", podem assumir os princípios do feminismo como fundamento do pensamento e ensinar as meninas e as mulheres independência e auto-suficiência sem rotulagem explícita da marca estigmatizada do feminismo. Assim, a maioria das mulheres continuam a praticar o feminismo em termos de procurar igualdade e independência para as mulheres, mas evitando o rótulo.

### Sobre o antifeminismo
- Nielsen, Kim E. (2001). Un-American womanhood : antiradicalism, antifeminism, and the first Red Scare. Columbus: Ohio State University Press. ISBN 978-0-8142-5080-8
- Redefining the New Woman, 1920–1963 (Antifeminism in America: A Collection of Readings from the Literature of the Opponents to U.S. Feminism, 1848 to the Present), Howard-Zophy
- Faludi, Susan (1991). Backlash: The Undeclared War Against American Women. [S.l.]: Crown Publishers, Inc. ISBN 0-517-57698-8
- Kampwirth, Karen. 2006. "Resisting the Feminist Threat: Antifeminist Politics in Post-Sandinista Nicaragua" NWSA Journal. Vol. 18, No 2. (Summer). pp. 73–100.
- Kampwirth, Karen. 2003. "Arnoldo Alemán Takes on the NGOs: Antifeminism and the New Populism in Nicaragua" Latin American Politics and Society. Vol. 45. No. 2. (Summer) 2003. pp. 133–58.
- Kampwirth, Karen. 1998. "Feminism, Antifeminism, and Electoral Politics in Post-War Nicaragua and El Salvador" Political Science Quarterly Vol. 113, No. 2. (Summer) pp. 259–79.
- Cynthia D. Kinnard, Antifeminism in American Thought: An Annotated Bibliography (Boston: G. K. Hall & Co., 1986, ISBN 0-8161-8122-5)
- Kipnis, Laura, The Female Thing: Dirt, Sex, Envy, Vulnerability (Pantheon, 2006).
- Mansbridge, Jane: Why We Lost the ERA, Chicago, University of Chicago Press, 1986
- Nielsen, Kim E. Un-American Womanhood: Antiradicalism, Antifeminism, and the First Red Scare
- Schreiber, Ronnee (2008). Righting Feminism. [S.l.]: Oxford University Press. ISBN 978-0-19-533181-3
- Swanson, G. Antifeminism in America: A Historical Reader (2000) ISBN 0-8153-3437-0